# کولیتون، دوون
longitudeکولیتون، دوونlatitudeکولیتون، دوون
کولیتون، دوون (به انگلیسی: Colyton, Devon) یک منطقهٔ مسکونی در انگلستان است که در جنوب غربی انگلستان واقع شده‌است. اتوماتیک ایمن 

## خصوصیات
کولیتون ۲٬۷۸۳ نفر جمعیت دارد.